# Radbuza
Radbuza (v místním nářečí Radbúza, německy Radbusa) je západočeská řeka pramenící pod vrchem Lysá (869 m n. m.) v okrese Domažlice. Soutokem s řekou Mží v Plzni vytváří Berounku. Délka řeky je 109,7 km. Plocha povodí měří 2189,6 km², z toho 7,3 km² je v Německu.

## Větší přítoky
- Slatinný potok, zleva, ř. km 100,5
- Huťský potok, zleva, ř. km 97,7
- Bezděkovský potok, zleva, ř. km 93,3
- Bystřický potok, zprava, ř. km 89,3
- Skařezský potok, zleva, ř. km 86,9
- Starý potok, zprava, ř. km 85,4
- Mělnický potok, zleva, ř. km 83,2
- Slatinný potok, zprava, ř. km 80,6
- Slatina, zleva, ř. km 77,5
- Černý potok, zprava, ř. km 66,9
- Křakovský potok, zleva, ř. km 65,1
- Lazecký potok, zprava, ř. km 64,6
- Semošický potok, zleva, ř. km 61,1
- Lukavice, zleva, ř. km 58,0
- Zubřina, zprava, ř. km 53,0
- Puclický potok, zleva, ř. km 52,2
- Srbický potok, zprava, ř. km 47,5
- Chuchla, zleva, ř. km 47,2
- Hořina, zleva, ř. km 40,4
- Touškovský potok, zleva, ř. km 38,9
- Merklínka, zprava, ř. km 34,8
- Dnešický potok, zprava, ř. km 27,6
- Chlumčanský potok, zprava, ř. km 21,9
- Luční potok, zleva, ř. km 9,1
- Úhlava, zprava, ř. km 4,6

## Vodní režim

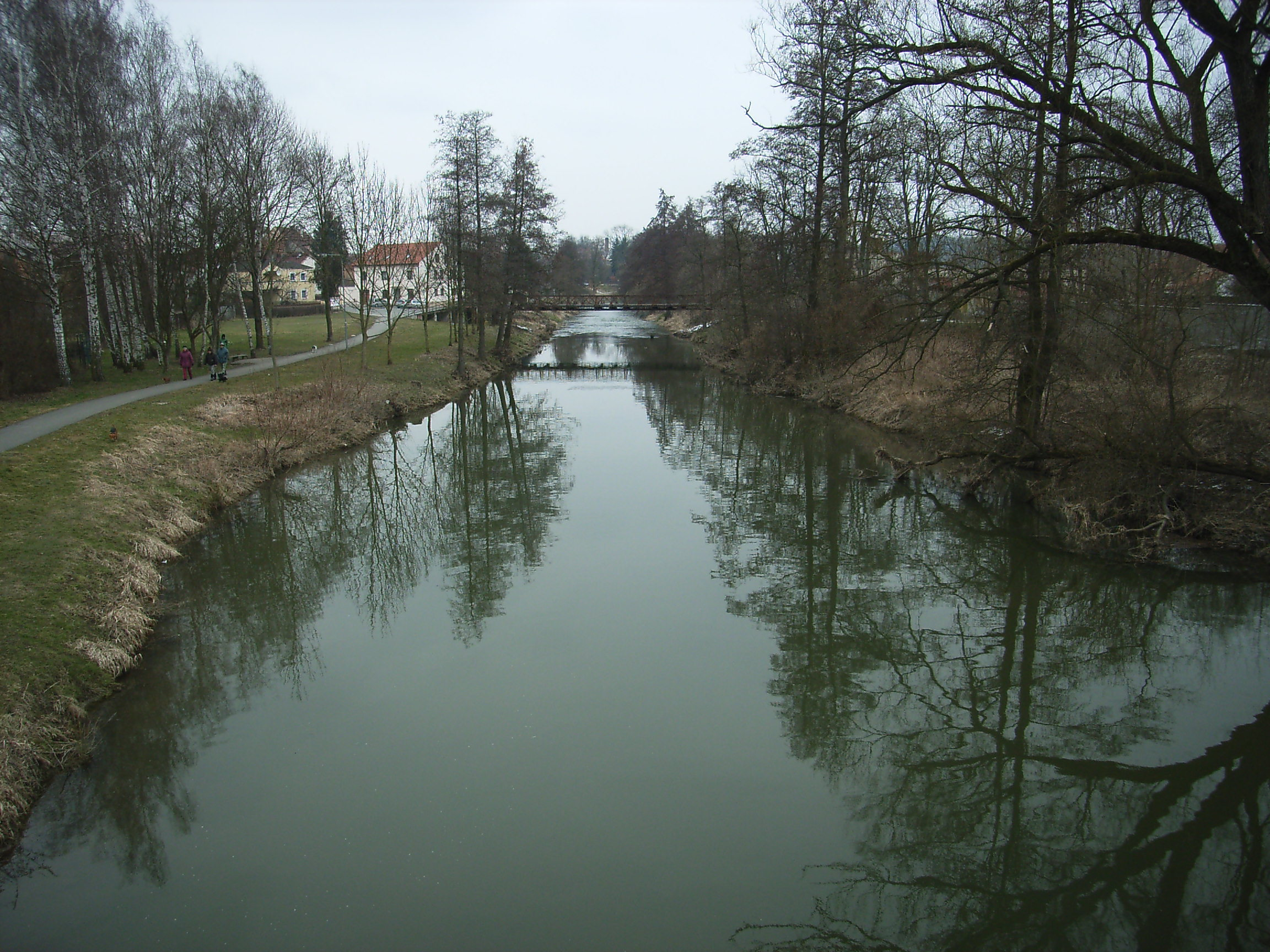
Radbuza ve Staňkově

Průměrný průtok Radbuzy u ústí činí 11,34 m³/s.
Hlásné profily:
| místo          | říční km | plocha povodí | průměrný průtok (Qa) | stoletá voda (Q100) | poznámky                 |
| -------------- | -------- | ------------- | -------------------- | ------------------- | ------------------------ |
| Tasnovice      | 80,20    | 172,02 km²    | 1,12 m³/s            | 114,0 m³/s          | –                        |
| Staňkov        | 52,80    | 701,51 km²    | 3,83 m³/s            | 238,0 m³/s          | –                        |
| Lhota          | 15,20    | 1181,82 km²   | 5,28 m³/s            | 261,0 m³/s          | –                        |
| VD České Údolí | 6,90     | 1262,53 km²   | 5,64 m³/s            | 278,0 m³/s          | pod hrází VD České Údolí |

### Povodně
Extrémní průtoky: vodočetná stanice Staňkov:
| datum     | průtok     | poznámky                        |
| --------- | ---------- | ------------------------------- |
| 14.1.2004 | 43,3 m³/s  |                                 |
| 3.1.2003  | 157,0 m³/s |                                 |
| 13.8.2002 | 213,0 m³/s | katastrofální povodeň roku 2002 |

## Obce na řece
Rybník, Smolov, Bělá nad Radbuzou, Horšovský Týn, Staňkov, Holýšov, Stod, Chotěšov, Dobřany a Plzeň.

## Využití
Na řece zhruba 2 km před soutokem s Úhlavou je vybudována vodní nádrž České Údolí.
Radbuzu využívají vodáci k nenáročné plavbě z Horšovského Týna do Plzně.

## Další fotografie

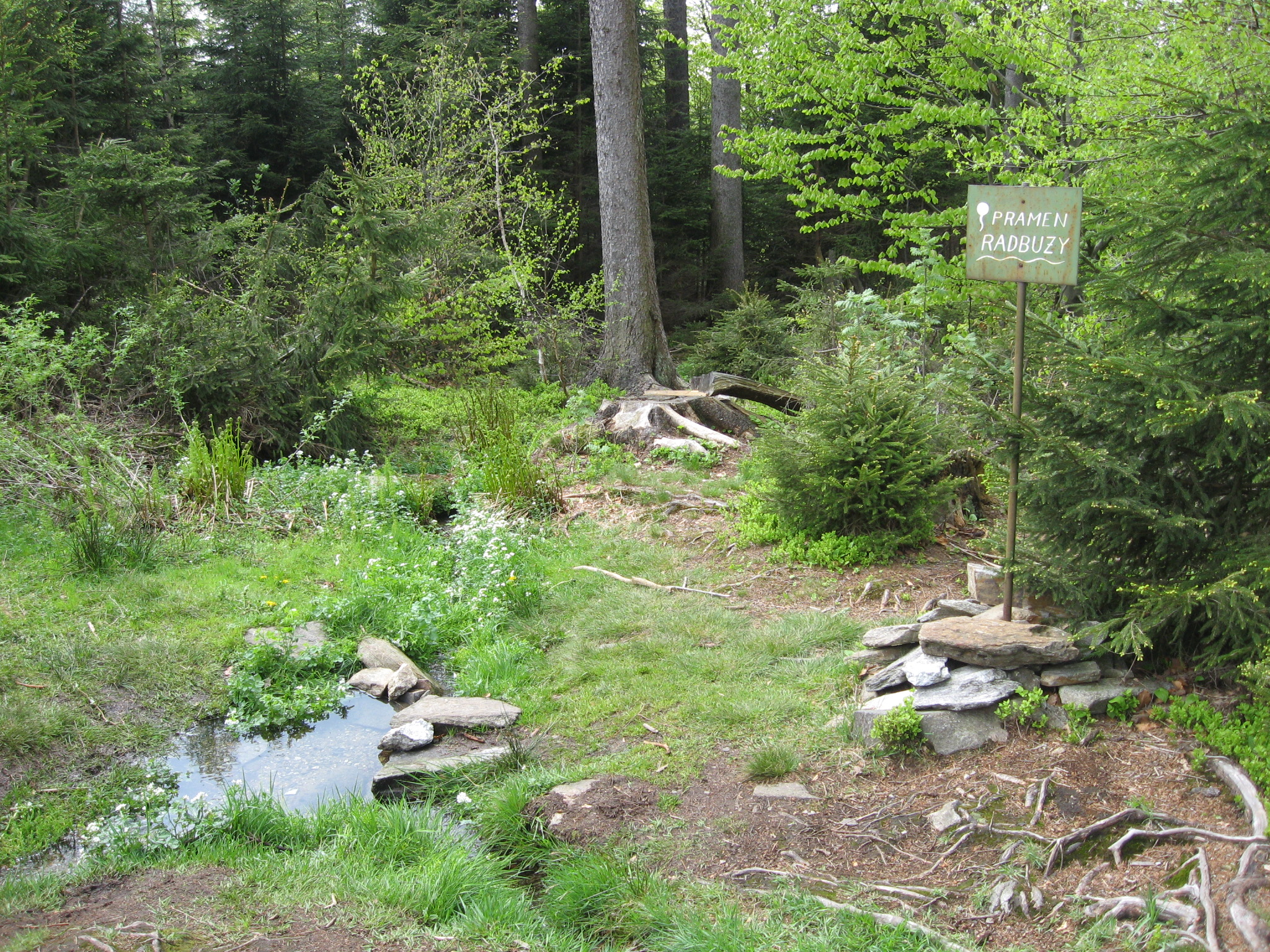
Pramen Radbuzy
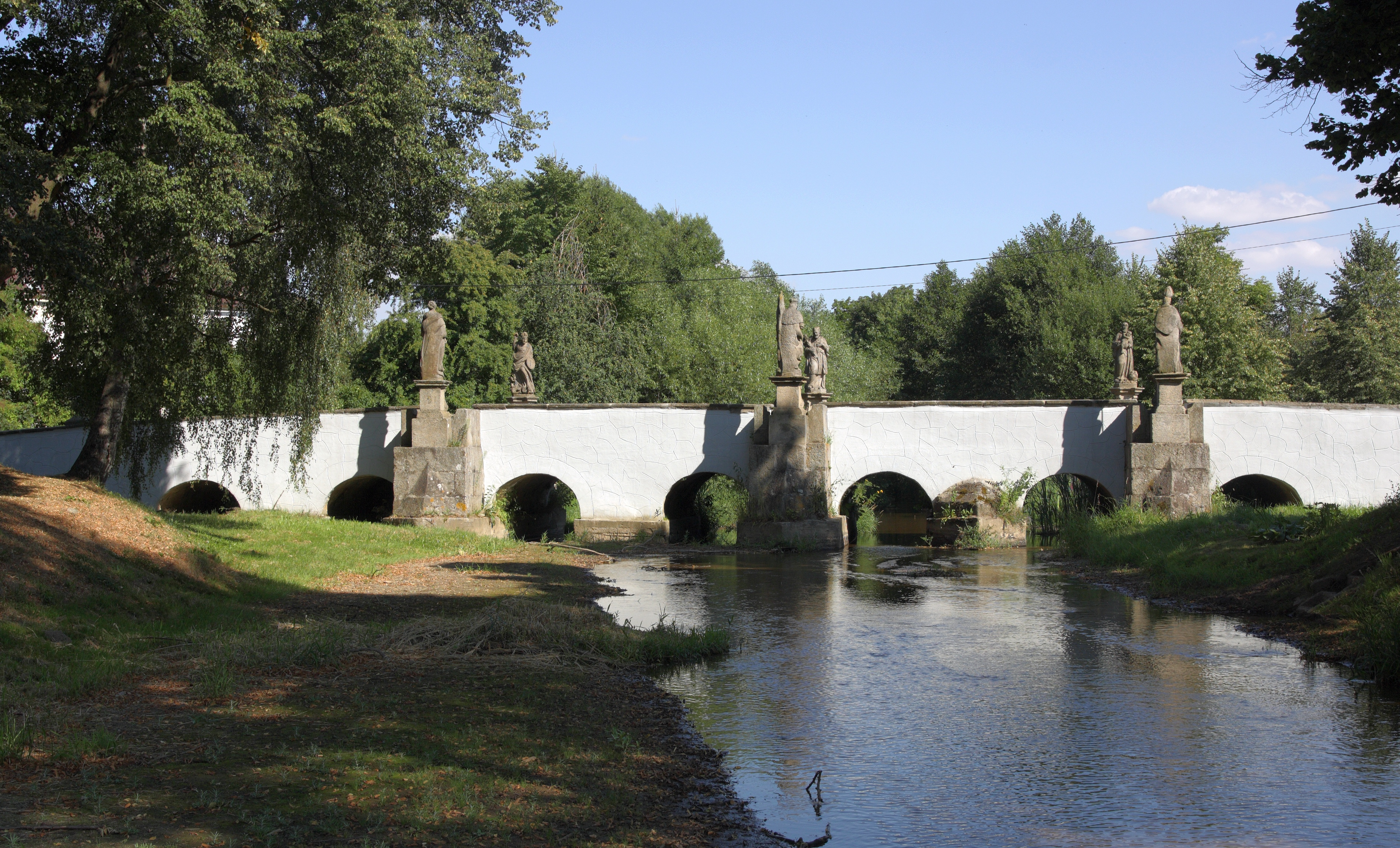
Most v Bělé nad Radbuzou
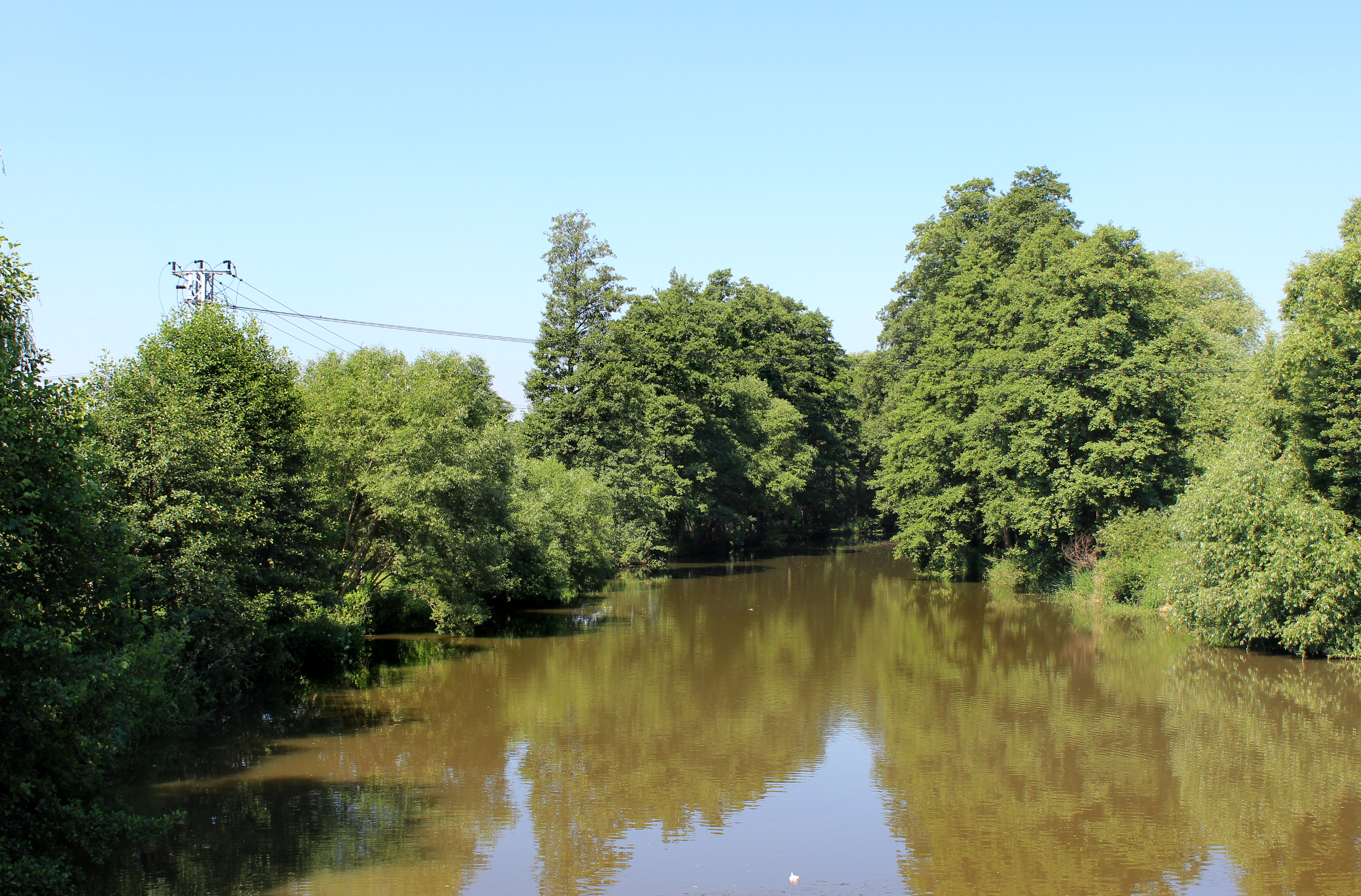
Radbuza v Horšovském Týně
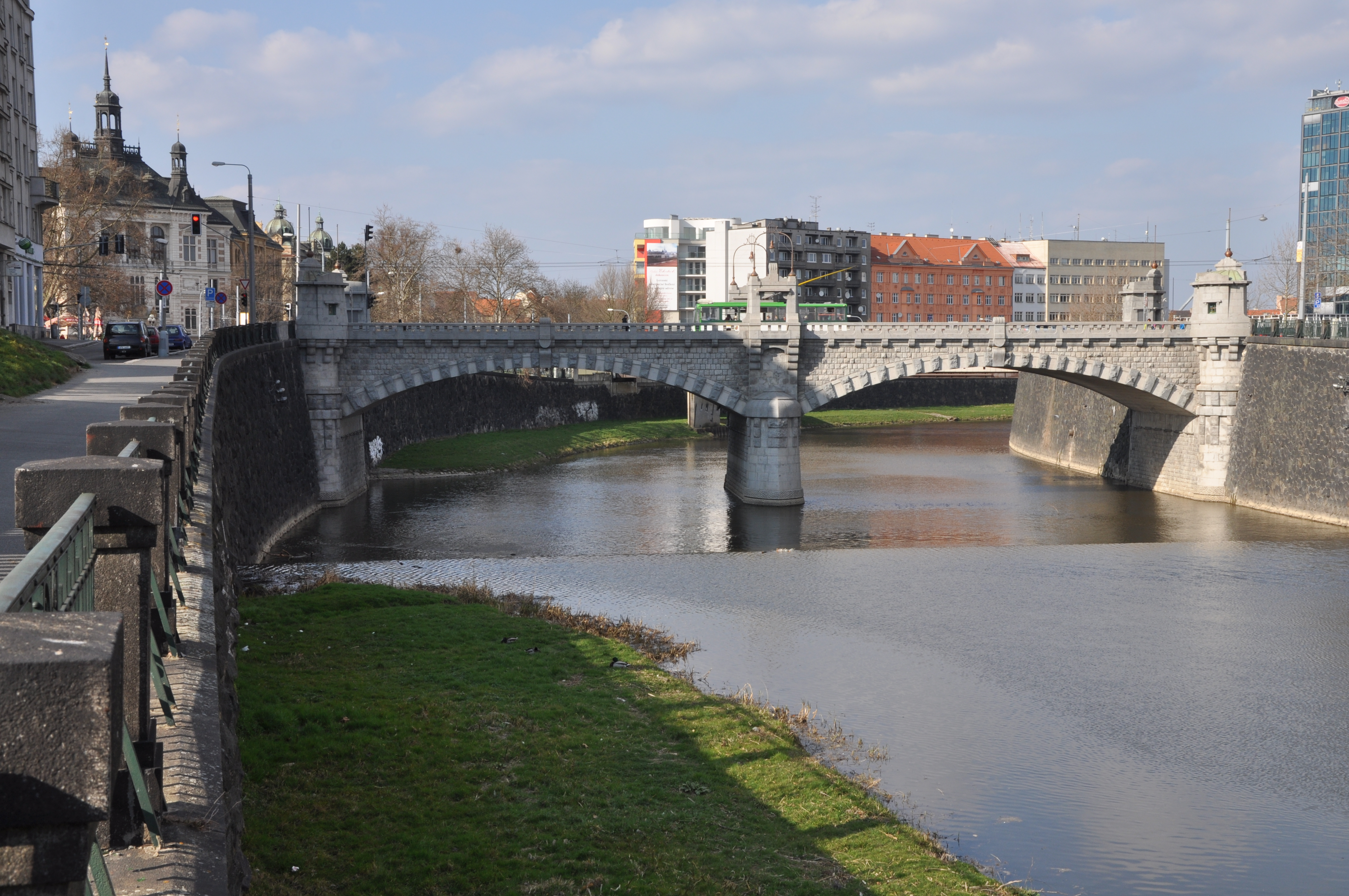
Wilsonův most v Plzni
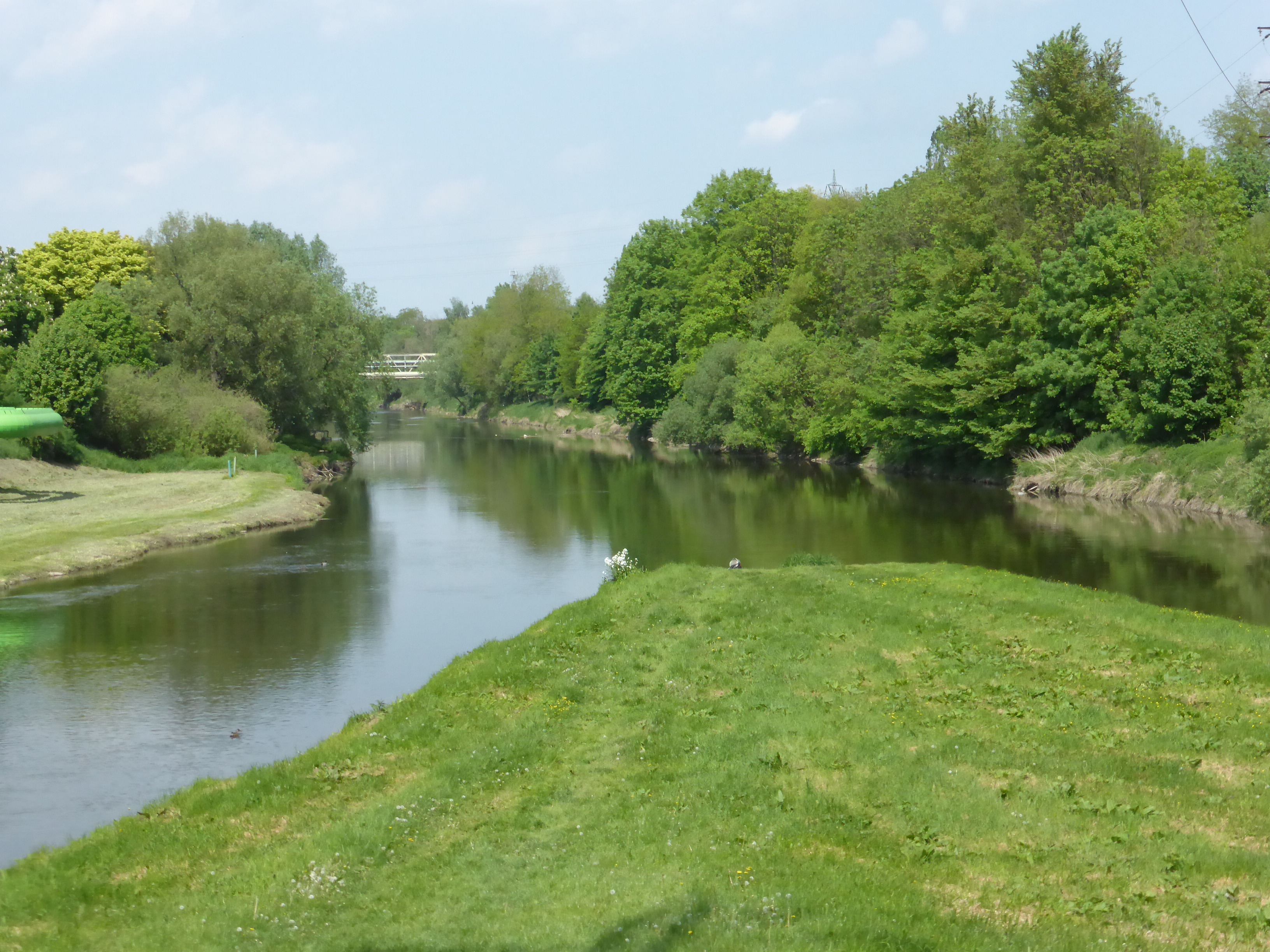
Soutok se Mží